# Es ist dir gesagt, Mensch, was gut ist, BWV 45

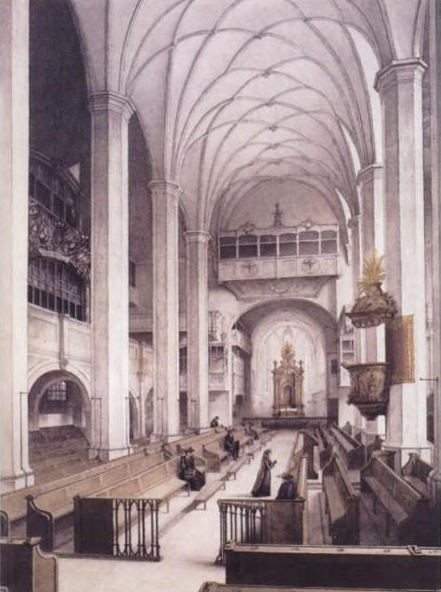
Thomaskirche, Leipzig.

Es ist dir gesagt, Mensch, was gut ist, BWV 45 (Se te ha dicho, hombre, lo que es bueno) es una cantata de iglesia escrita por Johann Sebastian Bach en Leipzig para el octavo domingo después de la Trinidad y estrenada el 11 de agosto de 1726.

## Historia
Bach compuso esta obra durante su cuarto año de estancia como Thomaskantor en Leipzig para el octavo domingo después de la Trinidad. Forma parte de su tercer ciclo de cantatas. La cantata fue interpretada por primera vez el 11 de agosto de 1726.

## Análisis

### Texto
Las lecturas establecidas para ese día eran de la epístola a los romanos, "porque todos los que son guiados por el Espíritu de Dios, son hijos de Dios" (Romanos 8:12-17), y del evangelio según San Mateo, la advertencia sobre los falsos profetas del Sermón de la montaña (Mateo 7:15-23).
En la presente cantata, así como en Siehe, ich will viel Fischer aussenden, BWV 88, compuesta tres semanas antes, el texto es similar en estructura y contenido a las cantatas de Johann Ludwig Bach. El texto ha sido atribuido a Ernesto Luis I, duque de Sajonia-Meiningen, publicado en una colección de 1705. El poeta escogió para el comienzo un versículo del profeta Miqueas, "Te ha declarado lo que es bueno, Oh hombre; y qué pide el Señor de ti: solamente hacer justicia, y amar misericordia, y humillarte ante tu Dios?" (Miqueas 6:8), que se relaciona con el famoso dicho de Jesús: "los conoceréis por sus frutos" y "aquel que hace la voluntad de mi Padre" del evangelio. El poeta conectó a la imagen del sirviente que se menciona en el evangelio según San Lucas, Lucas 12:42-47 y Lucas 16:1-9.
El movimiento central inicia la segunda parte (aparece marcado con la indicación Parte seconda) y se interpreta después del sermón. Se trata de una cita del versículo 22 del evangelio, "Muchos me dirán en aquel día: Señor, Señor, ¿no hemos profetizado en tu nombre? ¿y en tu nombre no hemos expulsado fuera demonios? ¿y en tu nombre no hemos hecho muchos milagros?". La siguiente aria es una paráfrasis de Mateo 10:32. La cantata se cierra con la segunda estrofa del himno "O Gott, du frommer Gott" escrito por Johann Heermann en 1630. La obra sigue una estructura simétrica alrededor de la cita del evangelio que se encuentran en el centro, empezando con el Antiguo Testamento y conduciendo al coral.

### Instrumentación
La obra está escrita para tres solistas vocales (alto, tenor y bajo) y un coro a cuatro voces; dos flauti traversi, dos oboes, dos violines, viola y bajo continuo.

### Estructura
Consta de siete movimientos.
Parte 1
1. Coro: Es ist dir gesagt, Mensch, was gut ist
2. Recitativo (tenor): Der Höchste läßt mich seinen Willen wissen
3. Aria (tenor): Weiß ich Gottes Rechte

Parte 2
1. Arioso (bajo): Es werden viele zu mir sagen an jenem Tage
2. Aria (alto): Wer Gott bekennt aus wahrem Herzensgrund
3. Recitativo (alto): So wird denn Herz und Mund selbst von mir Richter sein
4. Coral: Gib, daß ich tu mit Fleiß

El coro inicial tiene una estructura compleja, que empieza con una extensa sección instrumental, después alternando secciones fugadas con otras en las que las partes vocales se insertan en el concierto orquestal. Ambos recitativos son secco. El aria para tenor va acompañada por la cuerda con un carácter danzable.
El movimiento central, la cita del evangelio, se asigna al bajo como vox Christi (voz de Cristo). Bach lo marca como arioso y hace que la cuerda toque en vivo movimiento, para enfatizar apasionadamente las palabras. La cuerda abre el movimiento y repite la música cuatro veces en distintas tonalidades, la parte del bajo muestra audaces saltos y ricas coloraturas. John Eliot Gardiner señala: "La segunda parte de la cantata comienza con un movimiento para bajo y cuerda marcado como arioso – aparentemente (que es la forma que tiene Bach de marcar las elocuciones de Cristo en persona, para diferenciarlas de los pasajes de estilo indirecto), ya que en realidad se trata de un aria en toda regla, altamente virtuosística, a medio camino entre el concierto vivaldiano y la escena operística".
La figuración es parecida en la siguiente aria para contralto, pero suave en el solo de flauta con el bajo continuo, haciendo que coincida con las palabras de consuelo. El coral de cierre es un arreglo a cuatro voces construido a partir de una melodía de Ahasverus Fritsch.

## Discografía selecta
De esta pieza se han realizado una serie de grabaciones entre las que destacan las siguientes.
- 1959 – Bach Cantatas Vol. 4. Karl Richter, Münchener Bach-Chor, Münchener Bach-Orchester, Hertha Töpper, Ernst Haefliger, Kieth Engen (Archiv Produktion)
- 1966 – J.S. Bach: Cantatas No. 105 & 45. Ernest Ansermet, Chœur Pro Arte de Lausanne, L'Orchestre de la Suisse Romande, Helen Watts, Ian Partridge, Tom Krause (Decca)
- 1967 – J.S. Bach: Kantaten BWV 45, 176. Helmuth Rilling, Gächinger Kantorei, Bach-Collegium Stuttgart, Norma Procter, Kurt Equiluz, Erich Wenk (Cantate)
- 1974 – J.S. Bach: Das Kantatenwerk Vol. 3. Gustav Leonhardt, Knabenchor Hannover, Leonhardt-Consort, René Jacobs, Kurt Equiluz, Hanns-Friedrich Kunz (Teldec)
- 1982 – Die Bach Kantate Vol. 45. Helmuth Rilling, Gächinger Kantorei, Bach-Collegium Stuttgart, Julia Hamari, Aldo Baldin, Philippe Huttenlocher (Hänssler)
- 1999 – Bach Edition Vol. 9: Cantatas Vol. 4. Pieter Jan Leusink, Holland Boys Choir, Netherlands Bach Collegium, Sytse Buwalda, Knut Schoch, Bas Ramselaar (Brilliant Classics)
- 2000 – Bach Cantatas Vol. 5. John Eliot Gardiner, Monteverdi Choir, English Baroque Soloists, Robin Tyson, Christoph Genz, Brindley Sherratt (Archiv Produktion)
- 2002 – J.S. Bach: Complete Cantatas Vol. 18. Ton Koopman, Amsterdam Baroque Orchestra & Choir, Bogna Bartosz, Christoph Prégardien, Klaus Mertens (Antoine Marchand)
- 2009 – J.S. Bach: Cantatas Vol. 46. Masaaki Suzuki, Bach Collegium Japan, Robin Blaze, Gerd Türk, Peter Kooy (BIS)